# Xemiàkino
Xemiàkino (en rus: Шемякино) és un poble de l'óblast de Nóvgorod, a Rússia, segons el cens del 2010 tenia 20 habitants.